# Polityka edukacyjna w Unii Europejskiej
Unia Europejska pozostawia swoim członkom znaczną swobodę w kreowaniu polityki edukacyjnej. Nie ma tym samym jednolitego modelu europejskiej edukacji, utworzonego przez ponadnarodową władzę. Są tylko wspólne działania zaplanowane przez instytucje Unii, a realizowane w ramach programów wspartych środkami finansowymi przeznaczonymi do wykorzystania przez poszczególne państwa.
Unia wspiera edukację i naukę w swoich krajach członkowskich poprzez:
- politykę uznawania świadectw szkolnych i dyplomowych
- politykę uznawania dla celów akademickich okresów nauki za granicą
- programy wspierające wymianę uczniów i studentów (Erasmus+)
- programy wspierające wymianę nauczycieli
- działania ułatwiające przepływ środków finansowych związanych z kształceniem za granicą (stypendiów, pożyczek)
- działania wymuszające przyznawanie zniżek (np.: środki transportu, muzea, biblioteki) dla wszystkich studentów bez względu na kraj uczenia się
- programy wspierające doszkalanie pracowników
- programy wspierające naukę języków obcych
  - szczególnie programy nauki języka kraju zamieszkania, jeżeli język obowiązujący jest inny niż język ojczysty
  - wsparcie kultywowania i podtrzymywania języków mniejszości narodowych i etnicznych
- wsparcie nowych technologii
- swobodę wyboru miejsca nauki
- swobodę podróżowania